# Norman van de Vater
Norman van de Vater (27 de agosto de 1946) es un jinete irlandés que compitió en la modalidad de concurso completo. Ganó una medalla de bronce en el Campeonato Europeo de Concurso Completo de 1977, en la prueba por equipos.

## Palmarés internacional
| Campeonato Europeo | Campeonato Europeo     | Campeonato Europeo | Campeonato Europeo |
| Año                | Lugar                  | Medalla            | Categoría          |
| ------------------ | ---------------------- | ------------------ | ------------------ |
| 1977               | Burghley (Reino Unido) | Medalla de bronce  | Por equipos        |